# 609 Фулвия
Фулвия (609)  (Fulvia) е астероид от астероидния главен колан, открит на 24 септември 1906 г. от немския астроном Макс Волф в Хайделберг.
Астероидът е наеменован на Фулвия, съпругата на римския политик и военачалник Марк Антоний.